# Château de Catteville
Le château de Catteville appelé aussi manoir de Catteville est un demeure des XVIe – XVIIIe siècles qui se dresse sur le territoire de la commune française d'Ocqueville, dans le département de la Seine-Maritime, en région Normandie. L'édifice est partiellement inscrit au titre des monuments historiques.

## Localisation
Le château est situé sur la commune d'Ocqueville, dans le département français de la Seine-Maritime.

## Historique
Le château est bâti au début du XVIe siècle par la famille Morel.
En 1682, Charles Boulay, conseiller au Parlement de Normandie, achète la demeure qui échoit, au milieu du XVIIIe siècle à Jean-Marie Boutren d'Hatteville qui entreprit son agrandissement et ses remaniements. Le château passe par alliance à la famille de Becdelièvre, puis aux Montmorency-Luxembourg et aux Durfort.

## Description
L'édifice est construit en briques et pierre calcaire.
Des éléments de l'édifice sont datés du XVIe siècle.
Au XIXe siècle une glacière est créée face à l'édifice.

## Protection
Les façades et toitures du château et des deux pavillons ainsi que la grille d'entrée sont inscrites  au titre des monuments historiques par arrêté du 19 août 1975.

## Pour approfondir